# Орловка (Киштовський район)
Орловка (рос. Орловка) — присілок у Киштовському районі Новосибірської області Російської Федерації.
Входить до складу муніципального утворення Орловська сільрада. Населення становить 321 особа (2017).

## Історія
Згідно із законом від 2 червня 2004 року органом місцевого самоврядування є Орловська сільрада.

## Населення
| 2002 | 2007 | 2010 | 2012 | 2013 | 2014 | 2015 |
| ---- | ---- | ---- | ---- | ---- | ---- | ---- |
| 387  | ↘365 | ↘342 | ↘328 | ↗329 | ↗338 | ↗343 |
| 2016 | 2017 |      |      |      |      |      |
| ↘322 | ↘321 |      |      |      |      |      |